# Епархия Палаямкоттаи
Епархия Палаямкоттаи (лат. Dioecesis Palayamkottaiensis) — епархия Римско-Католической церкви c центром в городе Палаямкоттаи, Индия. Епархия Палаямкоттаи входит в митрополию Мадурая. Кафедральным собором епархии Палаямкоттаи является церковь святого Франциска Ксаверия.

## История
17 мая 1973 года Римский папа Павел VI выпустил буллу Romani Pontifices, которой учредил епархию Палаямкоттаи, выделив её из архиепархии Мадурая.

## Ординарии епархии
- епископ Savarinathen Iruthayaraj (17.05.1973 — 15.07.1999);
- епископ Jude Gerald Paulraj (23.10.2000 — 29.06.2018, в отставке);
- епископ Antonysamy Savarimuthu (20.11.2019 — .07.2025 — назначен архиепископом Мадурая).

## Источник
- Annuario Pontificio, Ватикан, 2007
- Булла Romani Pontifices, AAS 65 (1973), стр. 484 (лат.)